# Erna Feld

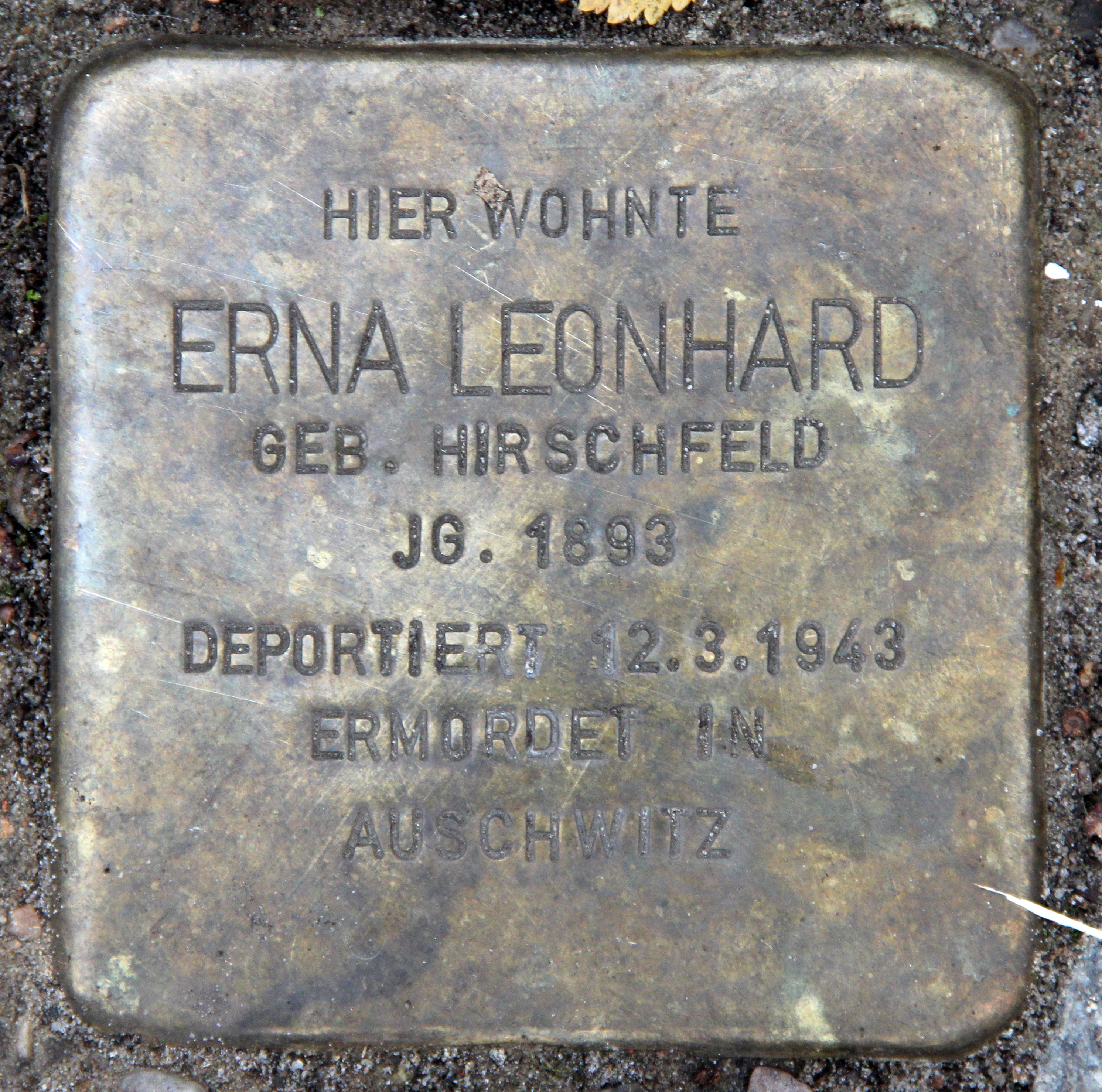
Stolperstein für Erna Leonhard

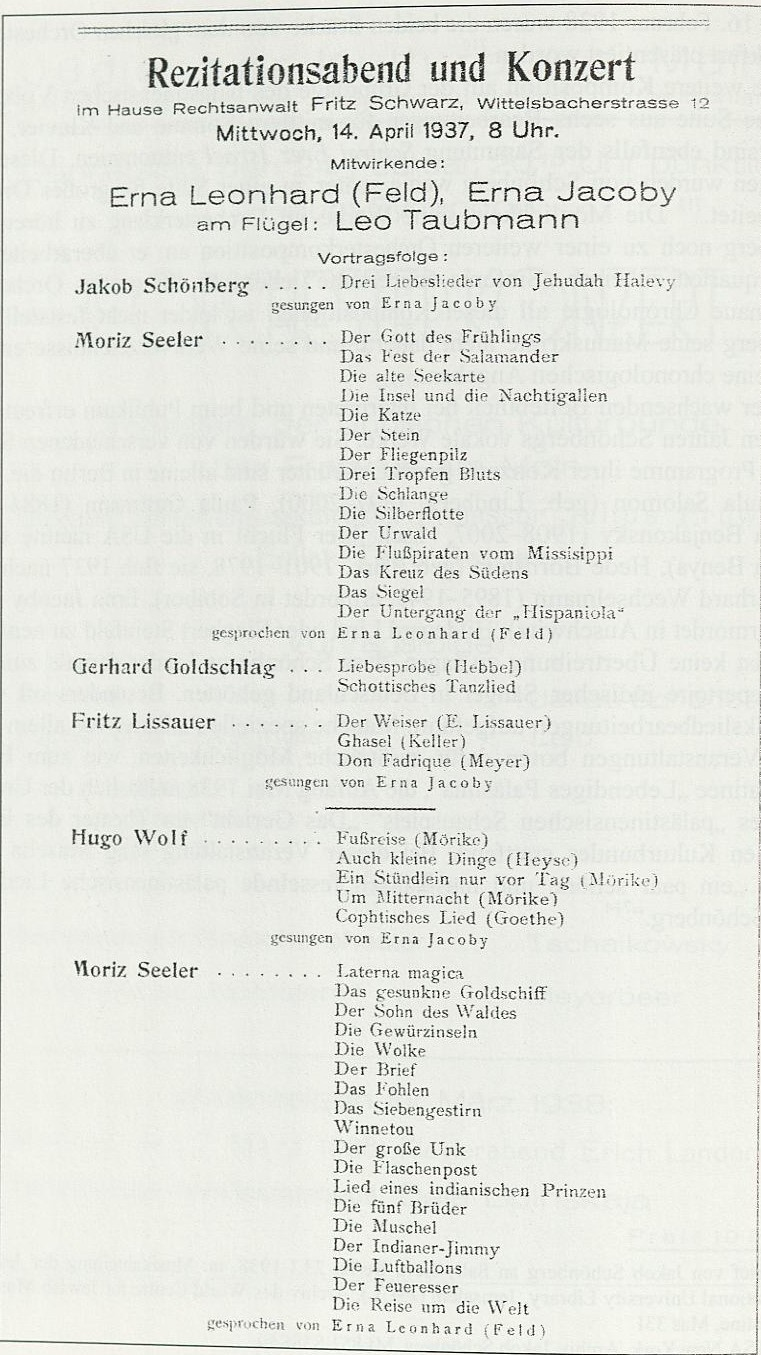
Rezitationsabend 1937

Erna Feld, geborene Erna Edna Hirschfeld, verheiratete Leonhard (geboren 23. Juni 1893 in Werl; gestorben wahrscheinlich 13. März 1943 in Auschwitz), war eine deutsche Rezitatorin, Hörfunkautorin und Schauspielerin. Sie trat unter dem Künstlernamen Erna Feld auf, ab 1936 wird sie unter dem Namen Erna Leonhard, auch Leonhard-Feld oder Leonhard (Feld), geführt. In der Zeit der Weimarer Republik war sie an Rezitationsabenden und Hörfolgen beteiligt. Ihr Name ist heute vor allem wegen ihrer Dichterlesungen im Jüdischen Kulturbund und anderen jüdischen Organisationen bekannt, die sie während der Zeit des Nationalsozialismus abhielt, unter anderem mit Gedichten von Gertrud Kolmar und Nelly Sachs, mit denen sie auch persönlich befreundet war. Erna Feld wurde als Jüdin nach Auschwitz deportiert und ermordet, ein Stolperstein erinnert heute an sie.

## Leben
Erna Edna Hirschfeld kam aus einer jüdischen Familie. Ihr Vater war der Lehrer und Kantor der jüdischen Gemeinde in Werl, Robert Hirschfeld (1871–1937), ihre Mutter hieß Henriette, geborene Gutfeld (1868–1944). Sie hatte eine zwei Jahre jüngere Schwester namens Lucia (1895–1955) und einen 16 Jahre jüngeren Bruder, der Hans Hermann hieß (1909–1996). 1897 wurde Robert Hirschfeld wegen einer schweren Augenkrankheit, die zur fast völligen Blindheit führte, von der jüdischen Gemeinde entlassen und die Familie zog nach Berlin, wo Hirschfeld, der dort das Lehrerseminar besucht hatte, alte Bekannte hatte und sich bessere Chancen für eine Berufstätigkeit erhoffte.
Erna Hirschfeld besuchte in Berlin die Jüdische Mädchenschule und ging danach auf eine Handelsschule, wie es ihr Vater verlangt hatte. Dort lernte sie unter anderem Maschineschreiben und Stenografie. Ihr Wunsch war es jedoch, Schauspielerin zu werden, und nach dem Abschluss der Handelsschule konnte sie eine Schauspielschule besuchen. Sie hatte daraufhin auch einige Engagements und nahm für ihre Schauspiel- und Rezitationstätigkeit den Künstlernamen Erna Feld an.
1922 wurde Erna Feld schwanger und bekam am 5. April 1923 in Wernigerode einen Sohn, den sie Leonor nannte. Nach den Erinnerungen ihres Bruders war der Vater des Kindes ein Schriftsteller namens Rudolf Leonhard, der sie auch heiratete – gemäß Hans Hermann Hirschfeld auf starken Druck ihres Vaters hin –, es kam aber bald wieder zur Scheidung. Eine Identität mit dem Autor und Lektor Rudolf Leonhard ist möglich, bislang aber nicht abzusichern. So wird diese Ehe in den spärlichen biografischen Schriften zu diesem Schriftsteller nicht erwähnt, und das Biographische Lexikon der Theaterkünstler führt den Vornamen und die Identität des Ehepartners als unbekannt. Jedenfalls aber trug Leonor den Familiennamen seines Vaters, hieß also Leonor Leonhard. Das Geld, das Erna Feld mit Schauspielerei, Rezitation und Hörfunkbeiträgen verdiente, genügte nach den Erinnerungen ihres Bruders nicht zum Lebensunterhalt, obwohl sie wieder bei den Eltern eingezogen war. Sie nahm daher auf der Basis ihrer Handelsschulausbildung Sekretariatsarbeiten an.
In der Zeit des Nationalsozialismus arbeitete Feld als Sekretärin, zunächst bei der Selbsthilfegruppe der jüdischen Blinden in Deutschland, einer nach der Ausstoßung der Juden aus dem Reichsdeutschen Blindenverband entstandenen Organisation, in der ihr Vater Leitungstätigkeiten ausübte. Ihre letzte Stelle war bei der Reichsvereinigung der Juden in Deutschland. Diese Tätigkeiten ermöglichten es ihr auch, in Berlin-Westend, zuletzt in der Siedlung Eichkamp, eine kleine Wohnung für sich und Leonor zu mieten, als die Eltern 1933 in eine kleinere Wohnung umziehen mussten.
1937 starb ihr Vater Robert Hirschfeld. Im September 1942 wurde ihre Mutter Henriette Hirschfeld nach Theresienstadt deportiert; sie verhungerte dort im Januar 1944. Am 12. März 1943 wurde Erna Leonhard mit den meisten verbliebenen Angestellten der Reichsvereinigung nach Auschwitz verbracht, zusammen mit ihrem Sohn Leonor. Wahrscheinlich gleich nach der Ankunft am 13. März 1943 wurden sie und ihr Sohn in der Gaskammer ermordet. Gudrun Dähnert, eine Freundin von Nelly Sachs, erinnerte sich: „Als sie abtransportiert wurde, warf sie eine Karte aus dem Fenster, die uns erreichte. Es stand darauf: ‚Wir fahren, aber die Sonne scheint‘.“ Hans Hermann Hirschfeld erwähnte, dass Leonor eine Postkarte an „Onkel Albert in Leipzig“ habe schreiben können, aber dann nichts mehr. Ernas Schwester Lucia war mit ihrem Mann nach Meran gezogen. Sie zog sich in die Schweiz zurück, als die Wehrmacht auch Italien besetzte, und wanderte später in die USA aus. Ihr Bruder Hans Hermann wurde 1943 nach Theresienstadt und 1944 nach Auschwitz deportiert, überlebte beide Lager und emigrierte in die USA.

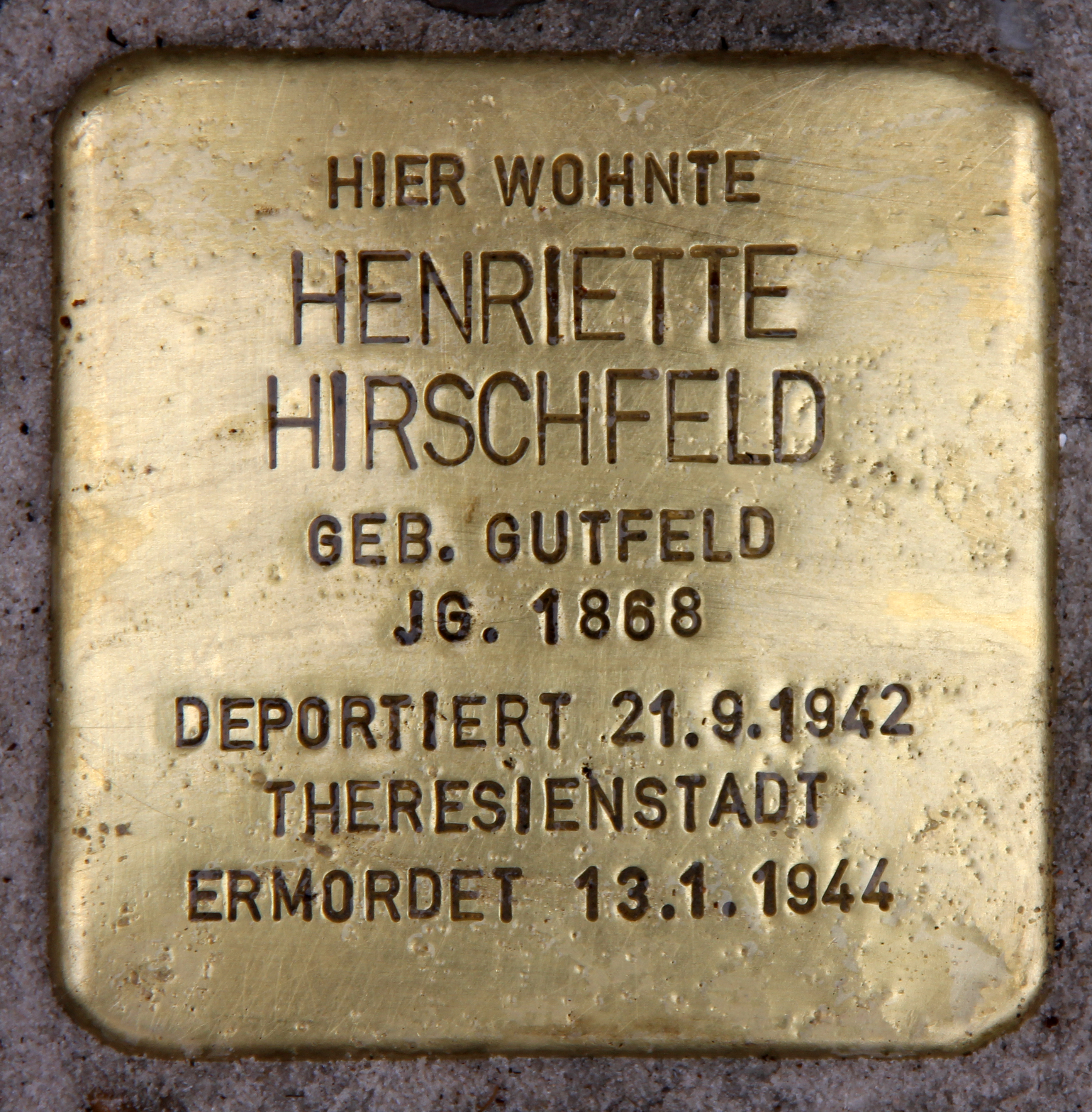
Stolperstein für Erna Felds Mutter
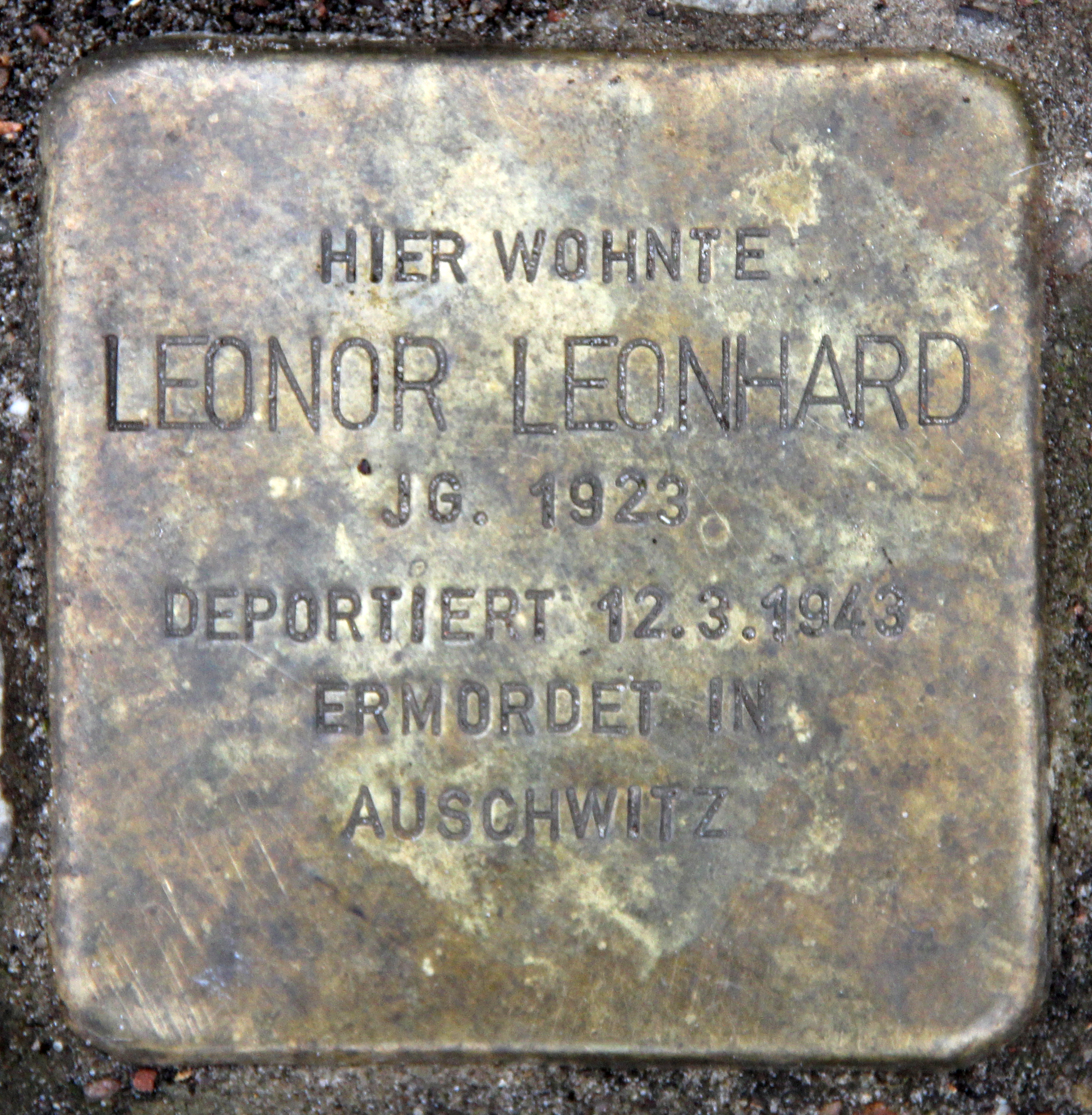
Stolperstein für Erna Felds Sohn

## Werk und Rezeption
In mehreren Einträgen in Kürschners Deutschem Literatur-Kalender von 1930 bis 1937/1938 unter dem Namen „Leonhard, Erna (Pseudonym Erna Feld)“ wird die Tätigkeit Felds zusammengefasst als „Schauspielerin, Rezitatorin, Lehrerin für Schauspiel- und Vortragskunst“ sowie „Funkautorin“; 1939 ist ihr Name verschwunden. Für die Weimarer Republik lassen sich diese Tätigkeiten einigermaßen dokumentieren, in der Zeit des Nationalsozialismus ist nur noch Rezitation belegt.

### Kaiserreich und Weimarer Republik
Über Erna Felds Tätigkeit als Schauspielerin in der Weimarer Republik ist wenig bekannt. Das Biographische Lexikon der Theaterkünstler nennt ein Engagement im Berliner Luisentheater während des Ersten Weltkriegs sowie eines für 1931/1932 an der Gastspielbühne Berliner Volkstheater. Ihr Bruder erinnert sich an weitere Engagements an Theatern in Gleiwitz und Ratibor.
Wesentlich besser dokumentiert ist ihre Tätigkeit als Rezitatorin. Bereits 1922 las sie auf einem Vortragsabend Gedichte von Henriette Hardenberg. An der von Franz Konrad Hoefert begründeten Reihe „Junge Dichter vor die Front!“ (ab 1922), die dem Publikum noch ungedruckte Werke lebender Dichter zugänglich machen sollte, war sie beteiligt, etwa mit einem „Brecht-Abend“ 1924, dessen Thema Hoefert und Feld allerdings kurzfristig ändern mussten; sie füllten den Abend mit „Werken anderer junger Dichter“. Feld selbst gründete und leitete die Vortragsreihe „Mündliche Buchkritik“. Dort hielt beispielsweise 1927 Arnold Zweig einen Vortrag über Bertolt Brechts Hauspostille und Lion Feuchtwangers Pep, Erna Feld rezitierte Szenen aus Brechts und Feuchtwangers Bühnenwerken, und Guido K. Brand stellte Neuerscheinungen vor. Bei einer weiteren Veranstaltung der Reihe im Jahr 1930 rezitierten Hoefert, Feld und Leo Menter unter anderem Texte von Feuchtwanger, Ernest Hemingway, Heinrich Mann, Joseph Roth und Elizabeth Russell. Es sprachen Guido K. Brand und Heinz Stroh. 1931 las Feld „Poesie gefangener Menschen – Prosa des Strafvollzugs“, ebenfalls in der Weltbühne angekündigt. Dazu kamen zahlreiche Auftritte bei Veranstaltungen des Central-Vereins deutscher Staatsbürger jüdischen Glaubens, die sich seit 1925 in Ankündigungen und Berichten der CV-Zeitung nachweisen lassen, unter anderem bei einem „Tag der Frauen“ im Januar 1925.
Auch das neue Medium des Hörfunks nutzte Erna Feld, sowohl für Rezitationen als auch für die neuen Formate der Hörfolgen und Hörspiele. So bearbeitete sie George A. Goldschlags Gedicht City in Form einer Hörfolge, die 1929 gesendet wurde. Zudem sind für das Jahr 1931 unter anderem eine Hörfolge Medi-Zynisches Kabarett und ein gemeinsam mit Hoefert erstelltes und gesprochenes Hörspiel Zwei Seelen im All. Ein Mysterium für den Rundfunk von ihr dokumentiert. Im Januar 1933 las sie Prosa von Ruth Landshoff unter dem Reihentitel „Dichtung der Lebenden“ im Berliner Rundfunk.

### Zeit des Nationalsozialismus
Ab 1933 waren Auftritte für Erna Feld nur noch im Rahmen des Kulturbunds Deutscher Juden bzw. später des Jüdischen Kulturbunds oder im privaten Rahmen möglich. In diesen beschränkten Verhältnissen wurde Feld zur „wichtigsten Rezitatorin“ des jüdischen Kulturlebens in Berlin. Sie trug unter anderem bei dem Programm Achtung! Probe! Los! der Kleinkunstbühne des Jüdischen Kulturbunds im April 1935 vor. Bis in das Jahr 1940 hinein rezitierte sie regelmäßig Texte neuerer jüdischer Dichter und vor allem Dichterinnen, insbesondere von Nelly Sachs und Gertrud Kolmar, auch von Else Lasker-Schüler, Jacob Picard, Martha Wertheimer, Elise Haas, Moriz Seeler und Karl Escher. Besonders zu erwähnen sind die Vortragsabende „Frauendichtung“ in der „Privaten Unterrichtsgemeinschaft Grunewald“ vom April 1936, eine gemeinsam mit Leo Menter veranstaltete Reihe von sechs Vortragsabenden für die Künstlerhilfe der Jüdischen Gemeinde unter dem Titel „Ungehörte Stimmen“ mit Gedichten von 30 in Deutschland lebenden jüdischen Lyrikern (1937–1938) sowie eine Lesung unter demselben Titel im Jüdischen Kulturbund vom September 1938. Für Nelly Sachs und Gertrud Kolmar waren diese Vortragsabende das erste größere Forum, in dem ihre Werke aufgenommen und literarischer Kritik zugänglich wurden. Beide Lyrikerinnen waren mit der Rezitatorin auch persönlich befreundet. Gertrud Kolmar berichtete ihrer Schwester brieflich mehrfach von ‚ihrer‘ Rezitatorin und erzählte ihr, sie habe von Erna Feld auch das Kochen gelernt. Über die letzte bekannte Rezitationsveranstaltung dieser Art in der Reihe „Jüdisches Wort und jüdischer Ton“ am 4. Mai 1940 schrieb sie Hilde Wenzel: „Frau Feld brachte mich dabei ziemlich ‚groß‘ heraus; die beiden letzten Gedichte, die sie von mir sprach, waren auch ihre beste Leistung des ganzen Abends.“
Von Nelly Sachs trug Feld neben Gedichten unter anderem die frühe Prosaskizze Chelion – Eine Kindheitsgeschichte und das Puppenspiel Jahrmarkt der Träume vor, in beiden Fällen die einzige bekannte Rezeption dieser unveröffentlichten Werke.
Die Vortragsabende wurden regelmäßig in der CV-Zeitung und in der Jüdischen Rundschau rezensiert. Die Kritiker attestierten ihr bewährte und kultivierte Sprechkunst, Einfühlsamkeit und Innigkeit sowie einen unpathetischen, klaren Vortragsstil. Auch ihre Ausdrucksmittel wurden dort besprochen, unter anderem der Wechsel der Lautstärke, der freilich nach Ansicht des Kritikers manchmal zu „übertriebenem Geflüster“ geführt habe, und die Gestik, mit der sie die Lesungen begleitete. Hugo Lachmanski, der Literaturkritiker der CV-Zeitung, widmete Erna Feld auch einen Absatz in einem Artikel über „Jüdische Vortragskünstler“ im Jüdischen Nachrichtenblatt vom 3. Februar 1939, in dem er sie als „Entdeckerin jüdisch-dichterischen Neulands“ würdigte und ihr das Hauptverdienst an der Entdeckung von Gertrud Kolmars Talent zuschrieb.
Nelly Sachs erinnerte sich nach dem Krieg: „Es kamen die Jahre in Berlin, wo wir, ein kleiner Kreis Schriftsteller, von Erna Feld-Leonhard rezitiert, uns zusammenfanden, jedesmal in einem neuen Schauer der Angst, wen würde nun das Los treffen.“ An Kurt Pinthus schrieb sie: „Die Erinnerung an die kleine schon todgeweihte Schar, die wir einmal ausmachten, als Erna Leonhard-Feld ihre Rezitationsabende hielt, steht noch so deutlich vor meinen Augen und ist eingegraben in meinem Gefühl für immer […] Was wurde wohl aus Erna Feld?“ Sachs widmete Erna Leonhard, wie sie sich seit 1936 aufgrund des nationalsozialistischen Verbots von Künstlernamen für Juden nannte, ein Gedicht ihres Zyklus Grabschriften in die Luft geschrieben: Die Schauspielerin (E. L.). Auch Karl Escher erinnerte in einem Artikel von 1947 über die Opfer des Nationalsozialismus in der deutsch-jüdischen Literatur an sie, im Zusammenhang mit dem Schicksal Gertrud Kolmars (= Gertrud Chodziesner): „Ihre Interpretin, Erna Leonard [sic!] (Erna Feld), die nicht aufhörte Gertrud Chodziesners Gedichte vollendet vorzutragen, erlitt das gleiche Ende wie die Dichterin.“ Kerstin Schoor zitiert einen weiteren Artikel Eschers, wohl aus den Nachkriegsjahren, in dem er an Erna Feld als „beseelte Sprecherin“ erinnerte, „die sich mit ihrem großen Können der Dichter so liebevoll angenommen hatte“.
In einem Aufsatz für die Mitteilungen des Reichsverbandes der Jüdischen Kulturbünde in Deutschland („Jüdische Wortkunst“) reflektierte sie 1938 selbst ihre Rolle als Vermittlerin einer Literatur, die praktisch nicht mehr gedruckt wurde: „Durch die augenblickliche Situation des jüdischen Buches kehren wir fast zu jenem Zustand zurück, in dem die Dichtung mündlich verbreitet werden muß. … Und so ist die Dichtung darauf angewiesen, wieder im Klang zum Hörer zu dringen. Darum ist die notwendige Ergänzung des Dichters der Sprecher, der Rezitator.“

## Wissensstand
Gudrun Jäger schrieb 1997: „Über die Identität von Erna Leonhard, geborene Hirschfeld, ließ sich nur wenig ermitteln.“ Informationen über ihren Lebenslauf finden sich aber nunmehr in einer Ausarbeitung der Stolperstein-Initiative Eichkamp in Berlin, die sich wiederum zu großen Teilen auf die Life Story ihres Bruders Hans Hermann Hirschfeld stützt. Diese ist auf der Seite „Digital Collections“ des Center for Jewish History veröffentlicht worden; Einträge im Gedenkbuch des Bundesarchivs sowie der Datenbank von Yad Vashem bestätigen die Angaben zu Deportation und Tod. Ein kurzer Eintrag im Biographischen Handbuch der Theaterkünstler bietet einige Eckdaten zu Felds Tätigkeiten als Schauspielerin. In biografischen Veröffentlichungen zu Nelly Sachs und Gertrud Kolmar finden sich Angaben zur Tätigkeit im Jüdischen Kulturbund, die sich auch auf die edierten Briefsammlungen dieser Autorinnen stützen können. Bisher keine Veröffentlichungen gibt es zu ihrer Tätigkeit als Rezitatorin in der Weimarer Republik, doch bieten zeitgenössische Zeitschriften und Zeitungen einige Einblicke.

## Schriften
- Erna Leonhard: Jüdische Wortkunst. In: Mitteilungen des Reichsverbandes der Jüdischen Kulturbünde in Deutschland. Heft 13, August 1938.